# Кхмерское восстановление
Кхме́рское восстановле́ние (кхмер. គណបក្ស កំណែទម្រង់ខ្មែរ) — правоцентристская политическая партия в Камбодже, существовавшая с 1947 по 1955 год. Придерживалась монархической, националистической и антикоммунистической идеологии. Основана в сентябре 1947 года, в 1955 году вошла в состав политического движения Сангкум, образованного в то же году принцем Нородомом Синауком. Впоследствии ключевые руководители партии — генерал Лон Нол и принц Сисоват Сирик Матак в 1970 году осуществили государственный переворот, свергнув Нородома Сианука.